# 豪特哈伦-海尔赫特伦
豪特哈伦-海尔赫特伦（荷蘭語：Houthalen-Helchteren，荷蘭語發音：[ˈɦʌutˌɦaːlə(n) ˈɦɛlxtərə(n)]）是比利时弗拉芒大區林堡省馬塞克區的一个市镇，通行荷蘭語，是弗拉芒社群的一部分，面积78.27平方千米，人口30,623人（2018年1月1日）。